# 安赫洛波利斯
安赫洛波利斯是哥倫比亞的城鎮，位於該國北部，由安蒂奧基亞省負責管轄，距離首府麥德林48公里，始建於1887年，面積86平方公里，海拔高度1,950米，2005年人口7,648。
6°08′N 75°42′W / 6.133°N 75.700°W